# Möhlin
Möhlin (schweizerdeutsch: jünger ˈmøːli, älter ˈmeːli) ist eine Einwohnergemeinde im Schweizer Kanton Aargau. Sie gehört zum Bezirk Rheinfelden, liegt im Westen der Region Fricktal am Hochrhein und grenzt an Deutschland sowie an den Kanton Basel-Landschaft. Die mit fast 19 km² flächenmässig fünftgrösste Gemeinde des Kantons gehört zur Agglomeration der Stadt Basel.

## Geographie

### Lage

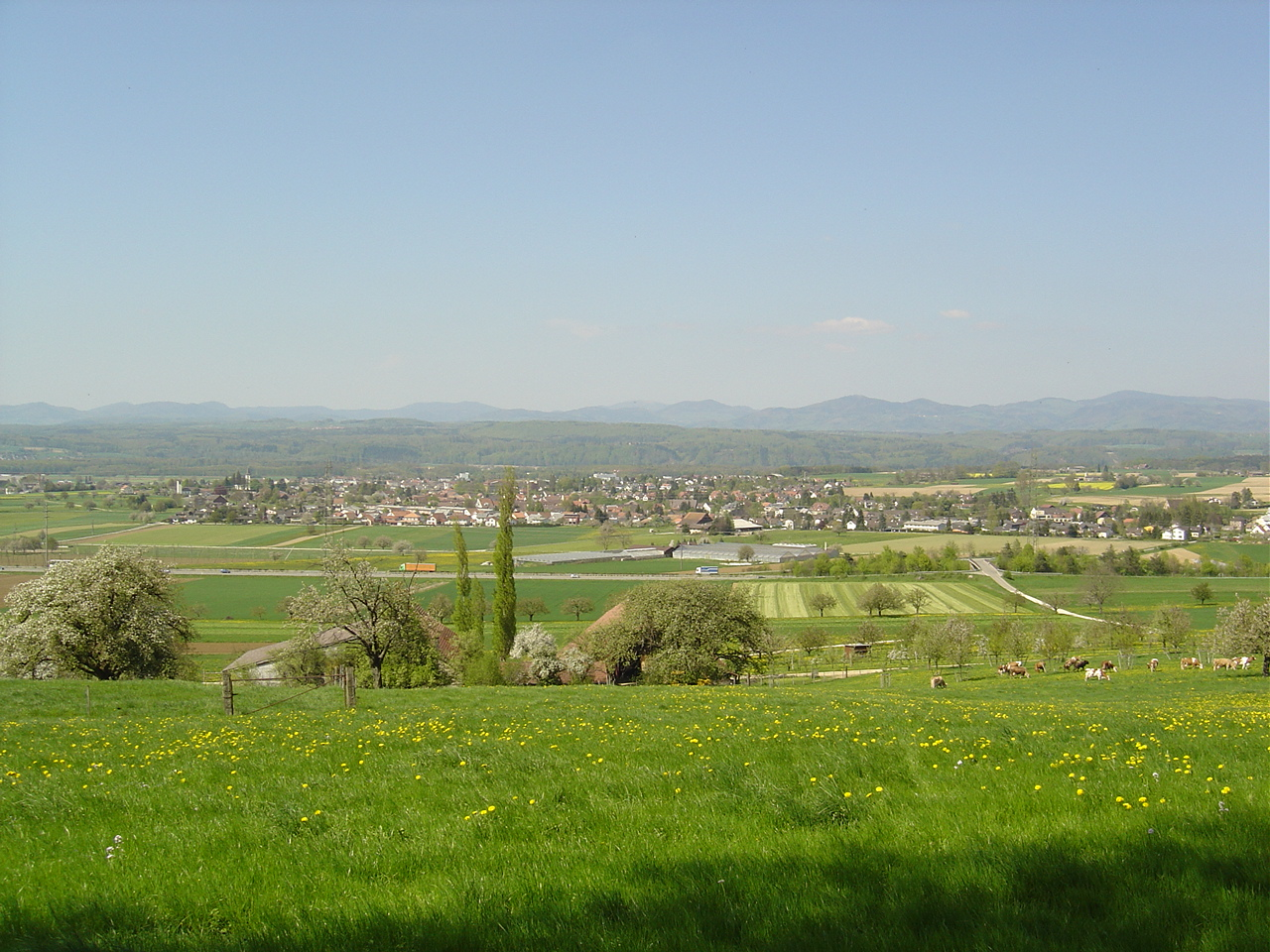
Möhliner Feld

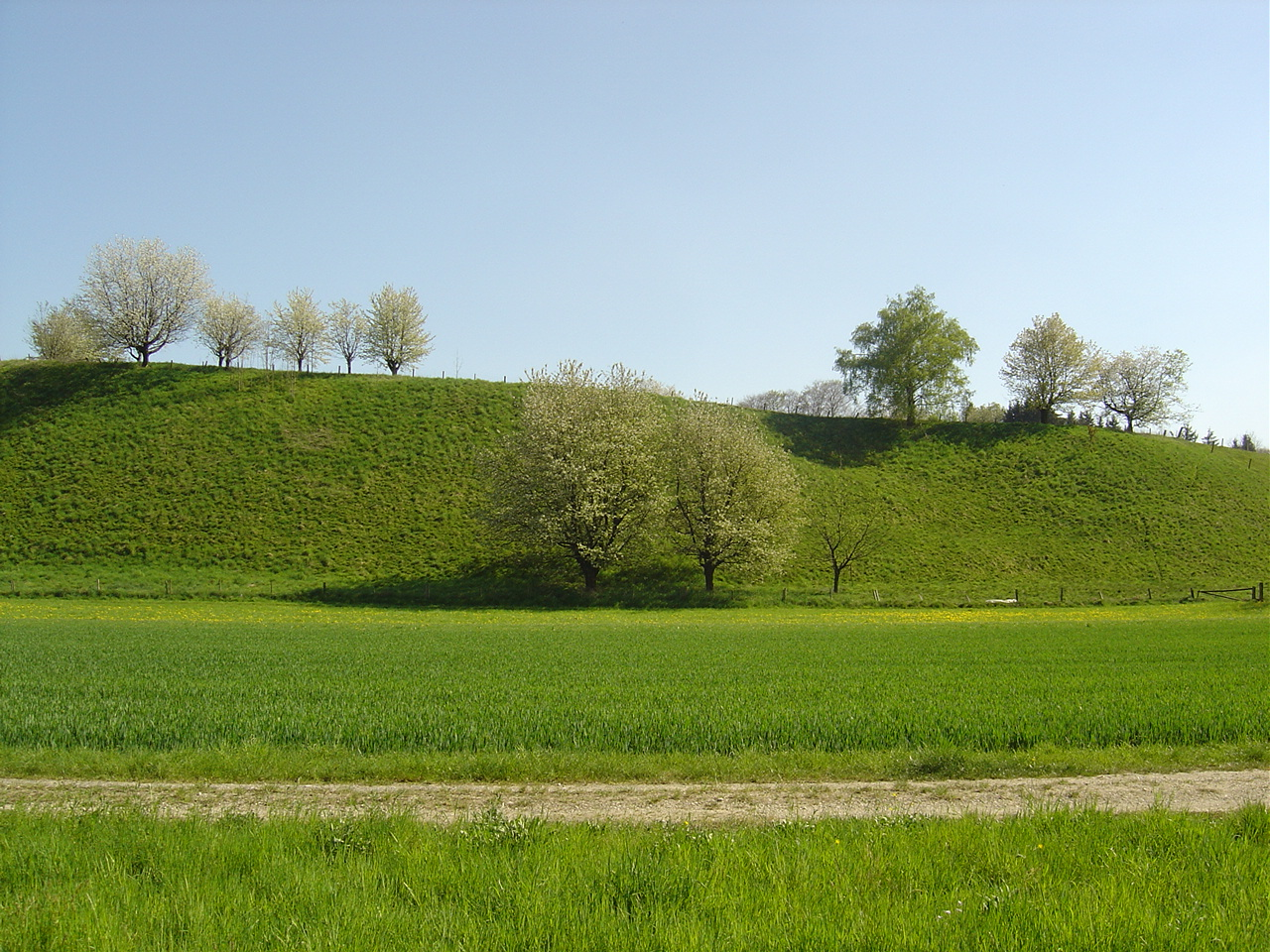
Gut ausgebildete Endmoräne im Nordosten von Möhlin

Die Gemeinde liegt 19 km östlich von Basel in einer fruchtbaren Lössebene am Ausgang des Möhlintals. Sie besteht aus den Ortsteilen Obermöhlin, Untermöhlin und Riburg. Diese Ortsteile sind vollständig zusammengewachsen und erstrecken sich auf einer Länge von dreieinhalb Kilometern dem Möhlinbach entlang. Dem Ufer des Rheins entlang erstrecken sich ausgedehnte Wälder. Dort befand sich einst eine Siedlung mit dem Namen Rappertshäusern, die im 17. Jahrhundert aufgegeben wurde und heute überwachsen ist.
Die Fläche des Gemeindegebiets beträgt 1880 Hektaren, davon sind 688 Hektaren bewaldet und 362 Hektaren überbaut. Der höchste Punkt liegt auf 636 m ü. M. auf dem Gipfel des Sonnenbergs, der tiefste auf 280 m ü. M. am Rhein. Nachbargemeinden sind Wallbach im Nordosten, Zeiningen im Osten, Maisprach im Süden, Magden im Südwesten und Rheinfelden im Westen. Im Norden grenzt Möhlin an die deutschen Gemeinden Schwörstadt und Wehr auf der gegenüberliegenden Seite des Rheins.

### Natur und Landschaft
Der grösste Teil des Gemeindegebiets besteht aus dem Möhliner Feld. Dabei handelt es sich um eine mächtige Endmoräne, die während der Riss-Eiszeit vor rund 140'000 Jahren entstand und den nordwestlichsten Punkt der alpinen Vergletscherung bildete. Bedingt durch die Erosion entstand eine erhöht liegende ausgedehnte Ebene, die bei Obermöhlin vom Möhlintal durchschnitten wird und an den Rändern bis zu 50 Meter abfällt. Das Möhliner Feld gilt als «Kornkammer» des Fricktals. Ganz im Süden geht es in den Sonnenberg (636 m ü. M.) über, einen Ausläufer des Tafeljuras. Über seinen Gipfel und direkt am Aussichtsturm vorbei verläuft der Fricktaler Höhenweg, eine rund 60 km lange Wanderroute.
In Möhlin gibt es mehrere Naturschutzgebiete von kantonaler Bedeutung. Im Nordosten des Gemeindegebietes inmitten des grossen Möhliner Forstes liegt der Breitsee, ein Torfmoor. Während der letzten Eiszeit entstand an diesem Ort eine Mulde, in der sich während Jahrtausenden Verwitterungsstaub ablagerte. Dadurch bildete sich eine meterdicke wasserundurchlässige Schicht. In der Zeit von 3000 bis 1000 v. Chr. begann die Torfbildung. Wegen der Torfschicht erscheint das Wasser des Breitsees ungewohnt dunkel. Der Breitsee ist von einem Bruchwald mit Birken und Schwarzerlen umgeben. Im Gebiet Breitsee wachsen über 140 Pflanzenarten. Häufig zu beobachtende Tierarten sind u. a. Zwergtaucher, Teichhuhn, Reiherente, Baumfalke oder Schwarzspecht. Im Frühjahr und Herbst wird der Breitsee gerne von Zugvögeln als Rastplatz genutzt.

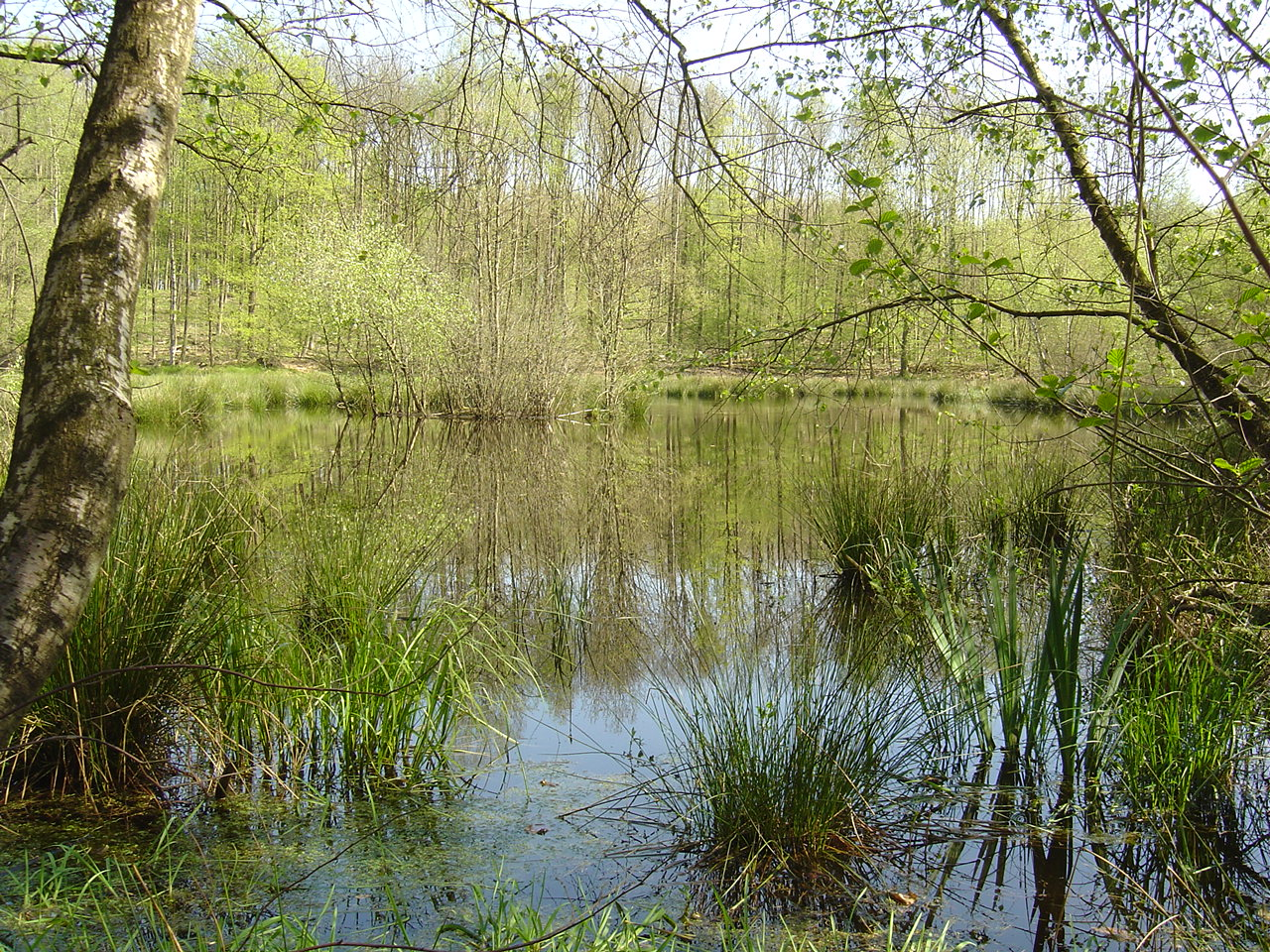
Naturschutzgebiet Breitsee

Im Norden von Möhlin befindet sich unmittelbar am Rhein das Naturschutzgebiet Haumättli. Dieses Auengebiet von nationaler Bedeutung liegt im Staubereich des Kraftwerks Ryburg-Schwörstadt. Im unteren Uferbereich wachsen vor allem Schilf und Röhricht, etwas höher gelegen Erlen und Weiden. Die alten Eschen, die sich oberhalb des Ufers befinden, dienen verschiedenen Vogelarten als Nist- und Brutraum. Zu den Bewohnern des Haumättlis zählen u. a. Rohrammer, Eisvogel, Fledermaus und Biber.
Auf den letzten 500 Metern vor seiner Mündung in den Rhein durchfliesst der Möhlinbach die Bachtele. Das unter Naturschutz stehende Auengebiet bietet zahlreichen Vögeln, Amphibien, Reptilien und Insekten Lebensraum. Im Tal der Bachtele herrschen zudem besondere klimatische Verhältnisse. Es ist weitgehend windgeschützt, feucht und wirkt wie ein Wärmespeicher. Im Sommer herrscht hier oft ein annähernd tropisches Klima. So erstaunt es nicht, dass sich auch die Vegetation diesen klimatischen Verhältnissen angepasst hat.
In den ausgedehnten Waldgebieten Unter- und Oberforst sowie im Waldreservat Sunneberg häufig anzutreffende Säugetiere sind u. a. Reh, Wildschwein, Rotfuchs, Stein- und Baummarder, Eichhörnchen, Igel, Feldhase; seltener Dachs, Iltis, Maulwurf und Siebenschläfer. Vereinzelt wurden auch schon Luchs, Waschbär und Gämse gesichtet. Seit 1970 ist auch der Weissstorch wieder heimisch. Er ist heute kaum mehr aus dem Ortsbild von Möhlin wegzudenken. In der Storchenstation im Ortsteil Riburg gibt es rund ein Dutzend Horste, auf welche die Storchenpaare alljährlich zurückkehren und dort ihre Brut aufziehen.

### Klima
In der Rheinebene zwischen Basel und Möhlin herrscht dank günstiger Einflüsse ein mildes Klima. Dieses wird massgeblich durch den Durchfluss mediterraner Luft aus dem Rhonetal durch die Burgundische Pforte bestimmt. Insbesondere im Winter bildet sich in Möhlin zudem eine Wetterscheide. Hier sorgt der Möhlin-Jet dafür, dass sich selbst bei geringer Windstärke der Nebel mit Hilfe von Südwestwinden aus dem Burgund auflöst. Aufgrund dieser Faktoren und aufgrund der tieferen Lage in der Ebene zwischen Jura und Schwarzwald verzeichnet Möhlin höhere Temperaturen und bis zu 40 Sonnentage mehr als das Mittelland. So mass der private Wetterdienst Meteomedia in Möhlin am 5. August 2003 mit 40,3 °C einen Hitzerekord für diese Gegend.

## Geschichte
1983 kamen bei Ausgrabungen bei Riburg die Fundamente eines römischen Gutshofes zum Vorschein. Er war in der Mitte des 1. Jahrhunderts errichtet worden, war 70 × 30 m gross und verfügte über eine Hypokaustenheizung. Allerdings wurden keine Einrichtungsgegenstände gefunden. Entlang des Rheins – genauer auf dem Sporn des Bürkli, im Fahrgraben und in den Unteren Wehren – standen drei römische Wachttürme, die ab 370 die nördliche Grenze des Imperiums bewachten. Insbesondere das Kastell Bürkli an der Mündung des Möhlinbachs ist noch gut zu erkennen.
Im Jahr 794 erfolgte die erste urkundliche Erwähnung von Melina. Der Ortsname stammt von der alteuropäischen Flussbezeichnung Malina, die «anschwellendes Wasser» bedeutet. Zu dieser Zeit befanden sich mehrere Weiler auf dem heutigen Gemeindegebiet, die später zusammengewachsen sind und das heutige Möhlin bilden (Ober- und Unterhof Meli, Ober- und Untermöhlin, Stadelbach, Riburg und Niederriburg). Möhlin ist damit rund zwei Jahrhunderte älter als das benachbarte Städtchen Rheinfelden. Die Möhliner Kirche St. Leodegar unterstand der Deutschordenskommende Beuggen, und so mussten die Zehnten an den dort domizilierten Deutschen Orden abgeliefert werden.
Landesherren waren zunächst die Grafen von Homberg-Tierstein, ab 1232 die Habsburger. Diese verpfändeten nach dem Waldshuterkrieg von 1468 das gesamte Fricktal an Burgund. Als die Burgunder von den Eidgenossen während der Burgunderkriege vernichtend geschlagen worden waren, kam Möhlin 1477 wieder unter österreichische Herrschaft. Nach der Reichsreform des österreichischen Kaisers Maximilian I. im Jahr 1491 gehörte Möhlin zu Vorderösterreich und lag in der Landschaft Möhlinbach, einer untergeordneten Verwaltungseinheit der Kameralherrschaft Rheinfelden (ab 1752 im Oberamt Breisgau).

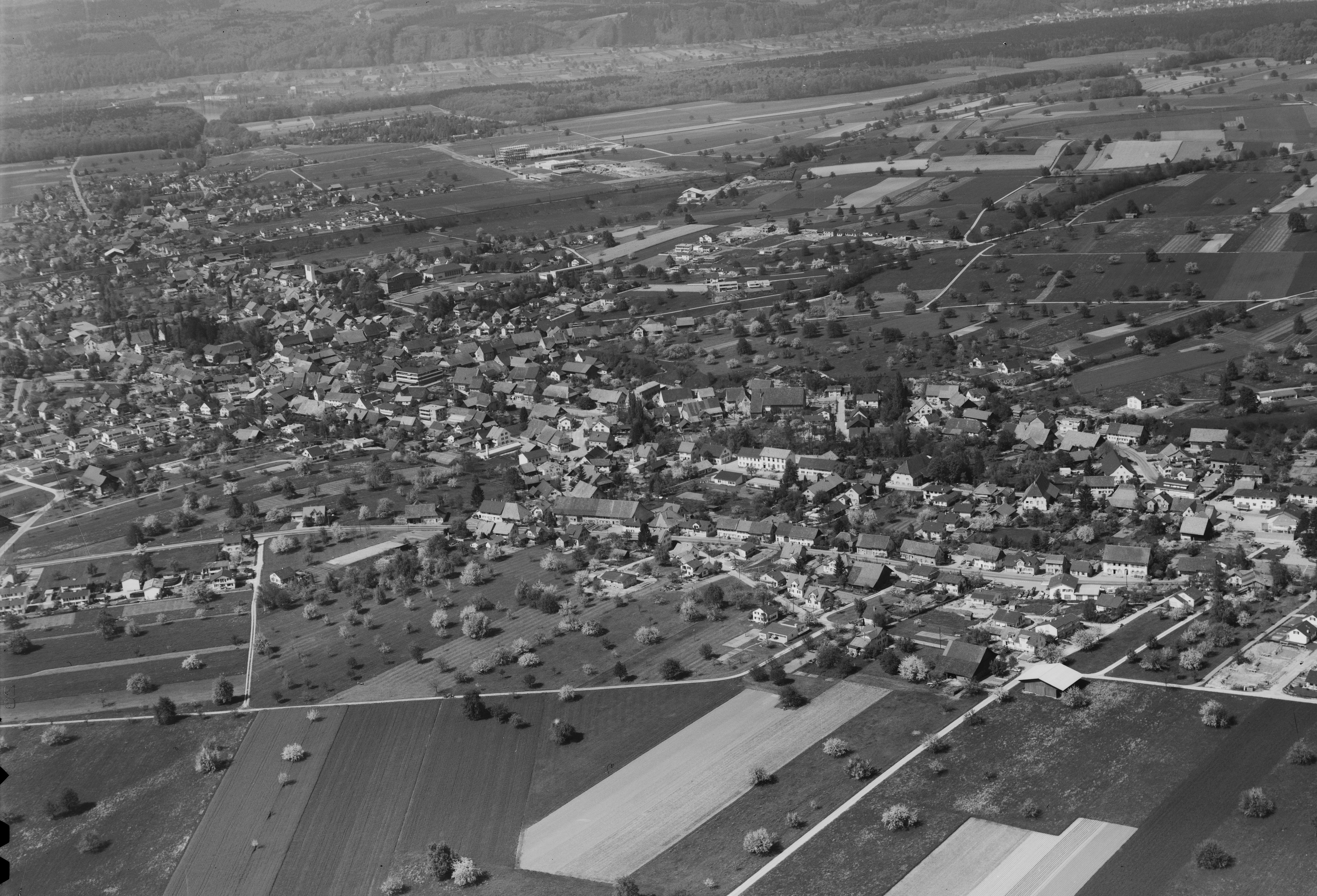
Historisches Luftbild von Werner Friedli von 1965

Im 17. Jahrhundert gab es kaum längere Friedenszeiten. Der Rappenkrieg, ein Bauernaufstand, dauerte von 1612 bis 1614. Der Dreissigjährige Krieg, der zwischen 1633 und 1638 auch das Fricktal erfasste, warf das Dorf in seiner wirtschaftlichen Entwicklung zurück. Bei der Belagerung Rheinfeldens plünderten schwedische Truppen das am Rheinufer gelegene Dorf Rappertshäusern und zerstörten es. Um diese Zeit wurde das Dorf endgültig verlassen. Es existieren zwei ähnliche Sagen, die das Aussterben auf die Pest zurückführen. Der gesamte Gemeindebann von Rappertshäusern fiel zunächst an Rheinfelden und wurde gegen einen Teil von Riburg getauscht. Auch während des Pfälzischen Erbfolgekriegs (1688–1697) zogen fremde Truppen durch die Region. 1797 wurde das Fricktal nach dem Frieden von Campo Formio ein französisches Protektorat. Während des Zweiten Koalitionskriegs verlief hier die Frontlinie zwischen den Armeen Frankreichs und Österreichs. Am 20. Februar 1802 wurde Möhlin eine Gemeinde im Distrikt Rheinfelden des Kantons Fricktal, der sich im August der Helvetischen Republik anschloss. Seit dem 19. Februar 1803 gehört die Gemeinde zum Kanton Aargau.
Im Jahr 1840 versuchten die Bewohner von Riburg, ihren Ortsteil von Möhlin wieder abzutrennen. Sie argumentierten, schon seit jeher eine eigenständige Gemeinde zu sein, obwohl sich dies nicht urkundlich belegen liess. Der Kanton lehnte dies ab, auch weil Riburg als eigenständige Gemeinde angeblich finanziell nicht hätte überleben können. Mit der Gründung der Saline Riburg setzte 1848 die Industrialisierung ein, die sich mit der Eröffnung der Bözbergbahn am 2. August 1875 noch verstärkte. 1932 wurde die Bata-Schuhfabrik eröffnet. Die von Alusuisse verursachten Schäden durch Fluor führten im Juni 1958 zum Demonstrationszug von über 5000 Teilnehmern und vielen direkt betroffenen Bauern. Eine Petition an den Bundesrat verlangte im auch in Saxon und Rheinfelden (D) geführten «Fluorkrieg» die sofortige Stilllegung der offenen Aluminiumöfen. Mit der Suburbanisierung wurde Möhlin in die Agglomeration Basel einbezogen. Seit Beginn der 1980er Jahre ist ein starkes Wachstum der Einwohnerzahl zu verzeichnen.

## Folgen des Kulturkampfes
Das Erste Vatikanische Konzil unter Papst Pius IX. verkündete im Sommer 1870 ein Lehrdokument über den katholischen Glauben, den päpstlichen Jurisdiktionsprimat und erhob die Lehre von der Unfehlbarkeit des Papstes definitiv zum Dogma. Dies führte vielerorts zu ablehnenden Reaktionen – so geschehen auch in Möhlin. Im Zuge des Kulturkampfes in der Schweiz beschloss die Möhliner Kirchgemeindeversammlung im Dezember 1872 in einer historischen Abstimmung, die neuen Dogmen nicht anzunehmen, worauf es zur Kirchenspaltung und zur Gründung der Christkatholischen Kirche kam. In der Folge ging auch die Kirche St. Leodegar – damals das einzige Kirchengebäude in Möhlin – in den Besitz der neu gegründeten Gemeinde über. In den 1940er Jahren wurden schliesslich eine römisch-katholische und eine evangelisch-reformierte Kirche gebaut.
Heute ist die Christkatholische Kirche im Ort zwar die kleinste der drei Landeskirchen; mit rund 1'000 Mitgliedern leben in Möhlin aber mehr Christkatholiken als in jedem anderen Ort der Schweiz. Auch der sechste Bischof der Christkatholischen Kirche der Schweiz, Fritz-René Müller, stammt aus Möhlin. In Möhlin wird seit jeher grosser Wert auf die Ökumene gelegt. Der Poststempel trägt Möhlins Titel «Dorf der drei Kirchen» denn auch in alle Welt. Die drei Landeskirchen, die in Möhlin je ein eigenes Gotteshaus haben, arbeiten in einem ökumenischen Arbeitskreis zusammen und bieten immer wieder gemeinsame Veranstaltungen und Gottesdienste an. Nebst den drei Kirchengebäuden stehen in Möhlin auch zwei Kapellen: Die Fridolinskapelle im Ortsteil Riburg und die Wendolinskapelle im Ortsteil Obermöhlin.

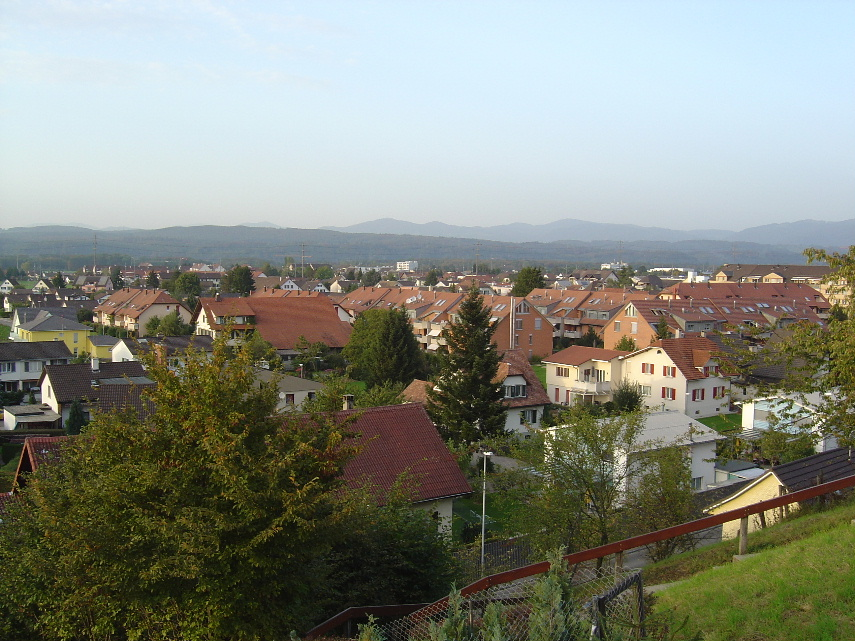
Der Nordwesten von Möhlin
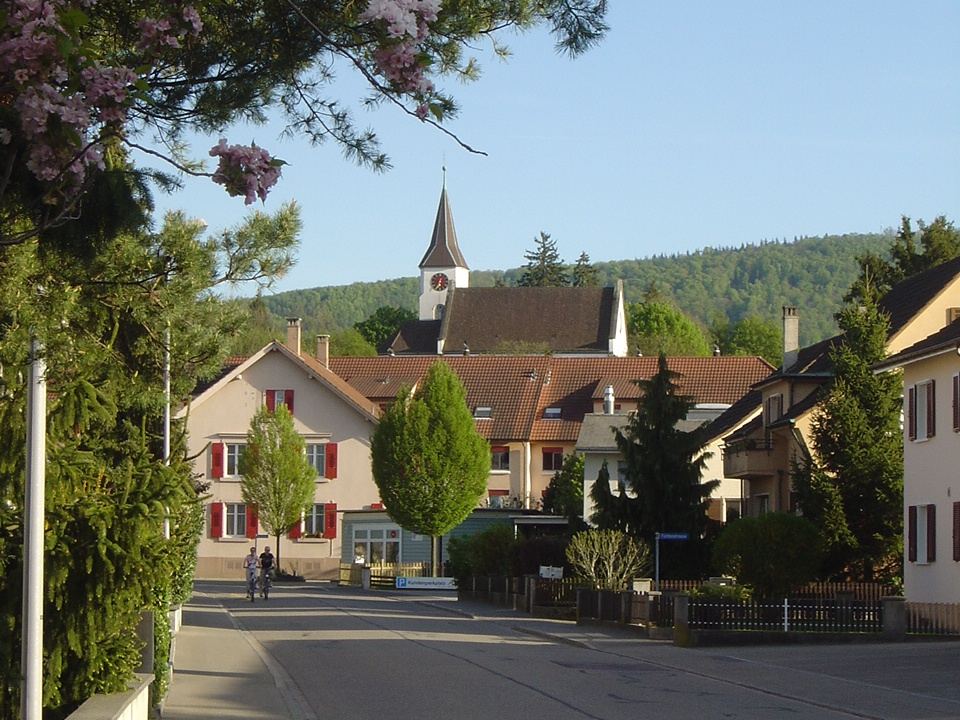
Bahnhofstrasse (unterer Teil)
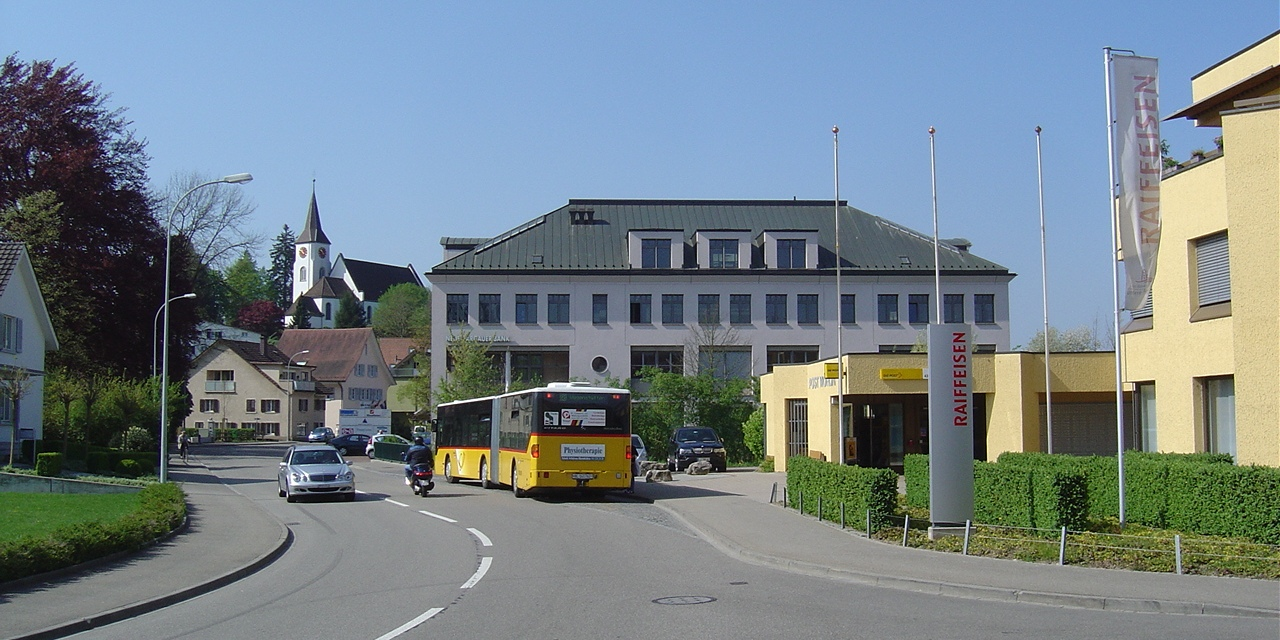
Bachstrasse
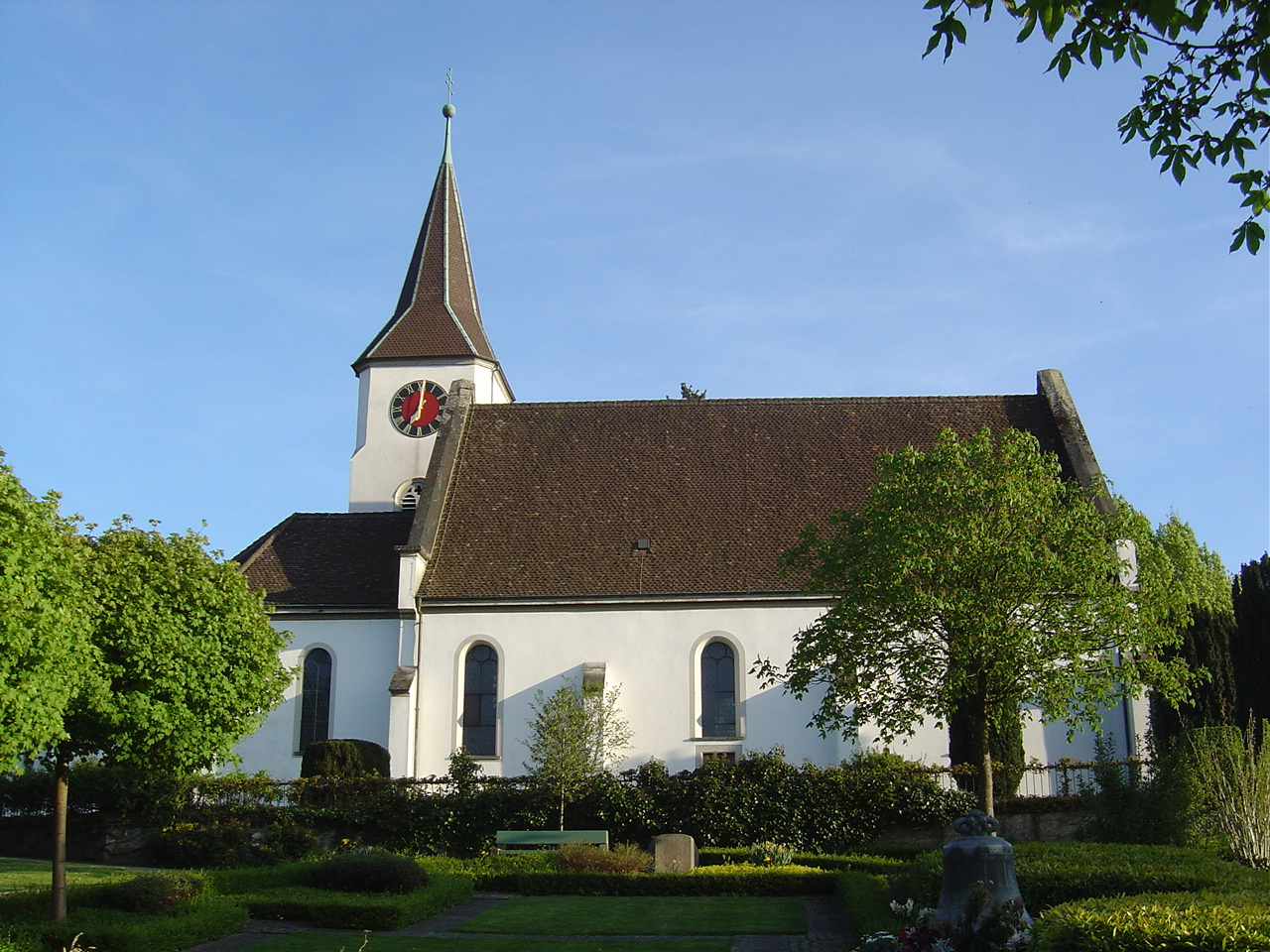
Christkatholische Kirche St. Leodegar

## Wappen
Die Blasonierung des Gemeindewappens lautet: «In Rot gelbe Korngarbe, belegt mit blauer Sichel mit schwarzem Griff.» Auf dem Gemeindesiegel von 1811 ist eine Garbe abgebildet, allerdings noch ohne Sichel. Diese erschien erstmals 1926, war aber weiss mit rotem Griff. Die kantonale Wappenkommission empfahl eine blaue Sichel, die dann 1958 aufgenommen wurde. Der Ortsteil Riburg besitzt darüber hinaus ein eigenes Wappen. Dieses zeigt in Rot auf gelbem Grund einen gelben Heuhaufen, aus dem Sense, Heugabel und Rechen ragen.

## Bevölkerung
Die Einwohnerzahlen entwickelten sich wie folgt:
| Jahr      | 1768 | 1850 | 1900 | 1930 | 1950 | 1960 | 1970 | 1980 | 1990 | 2000 | 2010   | 2020   |
| Einwohner | 1102 | 1940 | 2209 | 2858 | 3830 | 4681 | 6003 | 6360 | 7125 | 8297 | 10'025 | 11'088 |

Am 31. Dezember 2023 lebten 11'349 Menschen in Möhlin, der Ausländeranteil betrug 27 %. Bei der Volkszählung 2015 bezeichneten sich 31,7 % als römisch-katholisch, 20,8 % als reformiert und 8,2 % als christkatholisch; 39,3 % waren konfessionslos oder gehörten anderen Glaubensrichtungen an. 87,8 % bezeichneten bei der Volkszählung 2000 Deutsch als ihre Hauptsprache, 3,5 % Italienisch, 1,9 % Albanisch, 1,7 % Serbokroatisch, je 0,8 % Französisch und Türkisch, 0,7 % Englisch und 0,6 % Spanisch.

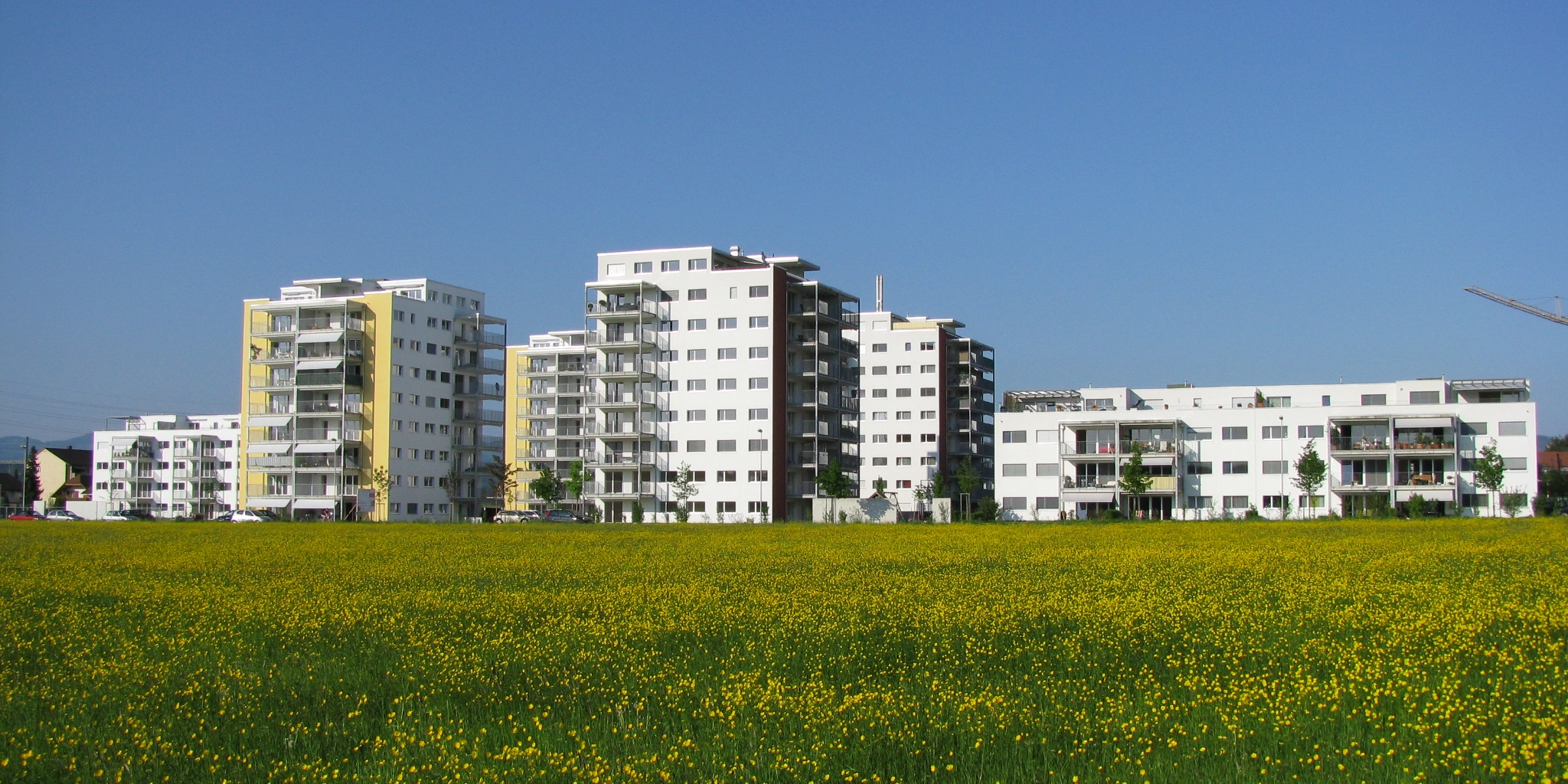
Neubaugebiet Breiti

Mit über 11'000 Einwohnern zählt Möhlin zu den zehn grössten Orten des Kantons Aargau. Die anhaltend starke Bautätigkeit und der daraus resultierende Bevölkerungszuwachs verwandelten Möhlin innerhalb der letzten zwei Jahrzehnte in eine moderne Agglomerationsgemeinde. Im Jahr 2010 stieg der Überbauungsgrad (überbaute Bauzone in Prozent der gesamten Bauzone) auf über 90 % und nahm damit bereits kernstädtische Werte an. Mit nur 5,6 ha freiem Bauland betrug der Überbauungsgrad in den Wohn- und Mischzonen im Jahr 2011 sogar 97,1 %. Dieser ausserordentlich hohe Wert wird im Kanton Aargau nur noch von Wettingen übertroffen.
In den Jahren 2009 und 2010 wurde die «Nutzungsplanung Siedlung und Kulturland» einer umfassenden Gesamtrevision unterzogen. Der revidierte Bauzonen- und Kulturlandplan sah vor, für die nächsten 15 Jahre insgesamt 10 ha Bauland festzulegen. Gegen diese Pläne gab es jedoch massive Opposition von Seiten der Bevölkerung, sodass die Gesamtrevision an der ausserordentlichen Gemeindeversammlung vom 20. Oktober 2010 zurückgewiesen wurde. Rund ein Jahr später, am 22. September 2011, gelangten die revidierten Pläne erneut vor die Gemeindeversammlung. Da die Fläche des zur Einzonung vorgeschlagenen Baulandes um die Hälfte auf nur noch 5 ha reduziert wurde, nahmen die Stimmbürgerinnen und Stimmbürger die Anträge an. Aufgrund der akuten Knappheit an Bauland wird der Druck auf verdichtetes Bauen weiter zunehmen. In der Folge ist davon auszugehen, dass vermehrt ältere Liegenschaften durch neue, dichte Überbauungen ersetzt werden, was dem Ortsbild zunehmend ein städtisches Gepräge verleihen wird.

## Politik und Recht

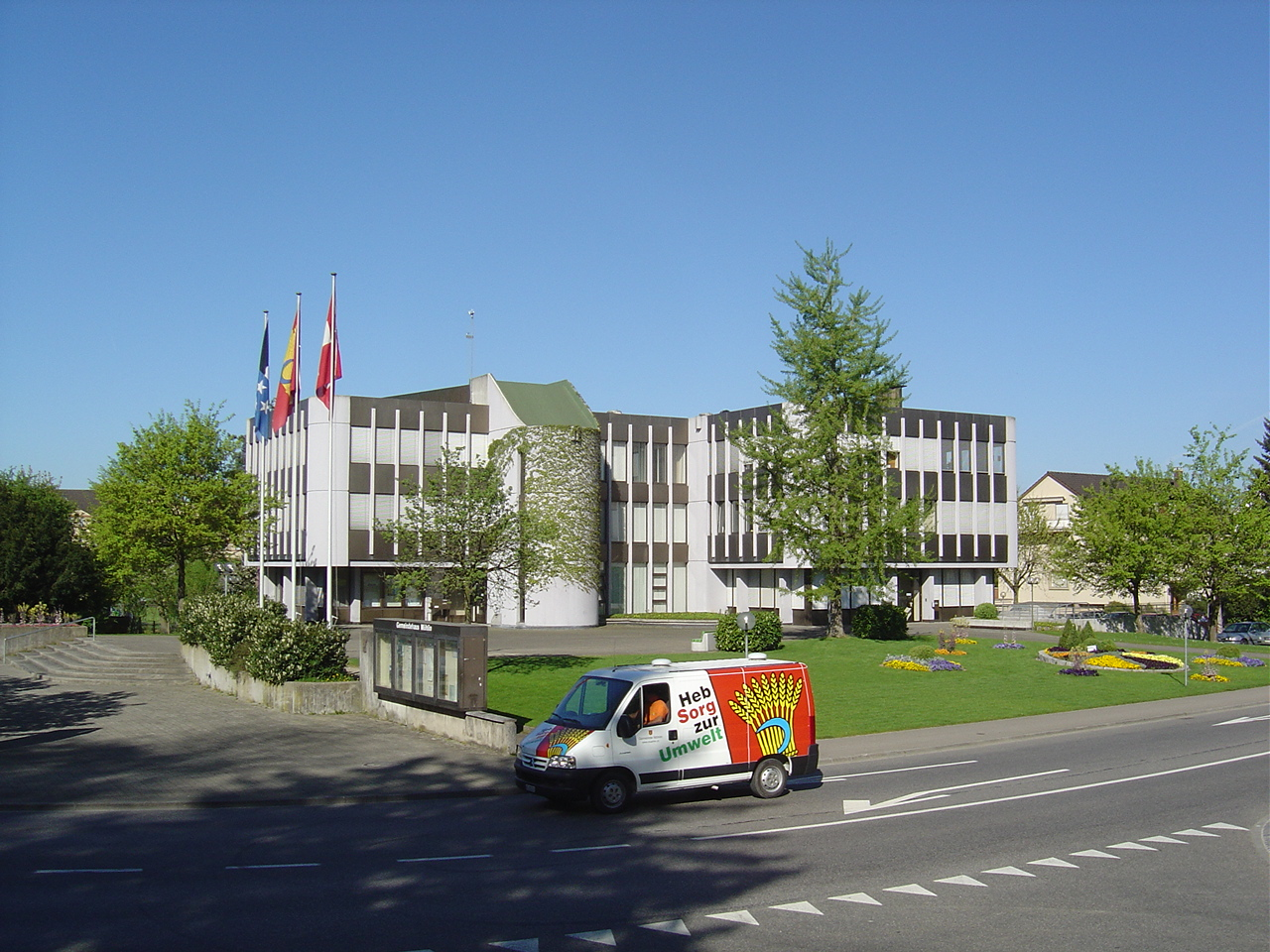
Gemeindehaus Möhlin

Im Gegensatz zu anderen aargauischen Gemeinden vergleichbarer Grösse gibt es in Möhlin keinen Einwohnerrat. Die gesetzgebende Gewalt wird direktdemokratisch durch die Versammlung der Stimmberechtigten an der Gemeindeversammlung ausgeübt. Die Gemeindeversammlungen finden halbjährlich jeweils Mitte Jahr («Sommergemeinde») und Ende Jahr («Wintergemeinde») statt. Sämtliche Beschlüsse der Gemeindeversammlung (ausgenommen jene über Einbürgerungen) unterliegen dem fakultativen Referendum, sofern die Beschlüsse von einer nicht beschlussfähigen Minderheit der Stimmberechtigten gefasst wurden. Die Stimmberechtigten haben dadurch die Möglichkeit, eine nachträgliche Urnenabstimmung zu erzwingen. An der Gemeindeversammlung entscheiden die Stimmberechtigten über kommunale Sachvorlagen. So bewilligen sie unter anderem den Voranschlag und die Rechnung der Gemeindeverwaltung und legen den Steuerfuss fest. Bei Wahlen, grösseren finanziellen Engagements oder für Änderungen des Gemeindereglements wird jeweils die gesamte Stimmbevölkerung zur Urnenabstimmung aufgerufen.
Ausführende Behörde ist der fünfköpfige Gemeinderat. Er wird im Majorzverfahren vom Volk gewählt, seine Amtsdauer beträgt vier Jahre. Der Gemeinderat führt und repräsentiert die Gemeinde. Dazu vollzieht er die Beschlüsse der Gemeindeversammlung und die Aufgaben, die ihm vom Kanton zugeteilt wurden. Für Rechtsstreitigkeiten ist in erster Instanz das Bezirksgericht Rheinfelden zuständig. Möhlin gehört zum Friedensrichterkreis XIV (Rheinfelden).
Bei den Schweizer Parlamentswahlen 2023 betrugen die Wähleranteile in Möhlin: SVP 37,7 % (+5,8 %), SP 18,9 % (+1,8 %), Mitte 13,3 % (+1,6 %), FDP 10,6 % (−0,1 %), glp 7,9 % (−1,9 %), Grüne 6,0 % (−4,9 %), EVP 2,2 % (−0,9 %), EDU 1,0 % (±0,0 %).
Der Ortsbürgergemeinde gehören jene Einwohner an, die das Bürgerrecht von Möhlin besitzen. Ihre Hauptaufgabe ist die Verwaltung des Ortsbürgervermögens, dessen Ursprung in den Bürgergütern liegt, die aus der Zeit des Ancien Régime übernommen wurden. Beispielsweise ist die Ortsbürgergemeinde im Besitz von 469 Hektaren Wald, der durch einen eigenen Forstbetrieb bewirtschaftet wird. Zu ihrem Eigentum gehören auch das Ortsmuseum, das Bürgerhaus, das Waldhaus, der Campingplatz Bachtalen, der Hirschenpark, ein Kieswerk sowie diverse weitere Grundstücke und Liegenschaften. Legislative ist die Ortsbürgerversammlung, Exekutive der Gemeinderat der Einwohnergemeinde.
Im Gemeindehaus befindet sich nebst der Gemeindeverwaltung auch ein Betreibungsamt. Diese Behörde ist zuständig für die Durchführung der Betreibungen für die Kreise Möhlin, Wallbach, Zeiningen und Zuzgen. Bis Ende 2006 war im Gemeindehaus auch die Gemeindepolizei Möhlin untergebracht. Seit der Fusion zur Regionalpolizei Unteres Fricktal befindet sich im Gemeindehaus noch ein Aussenposten der neuen regionalen Polizeibehörde mit Sitz in Rheinfelden.

## Wirtschaft

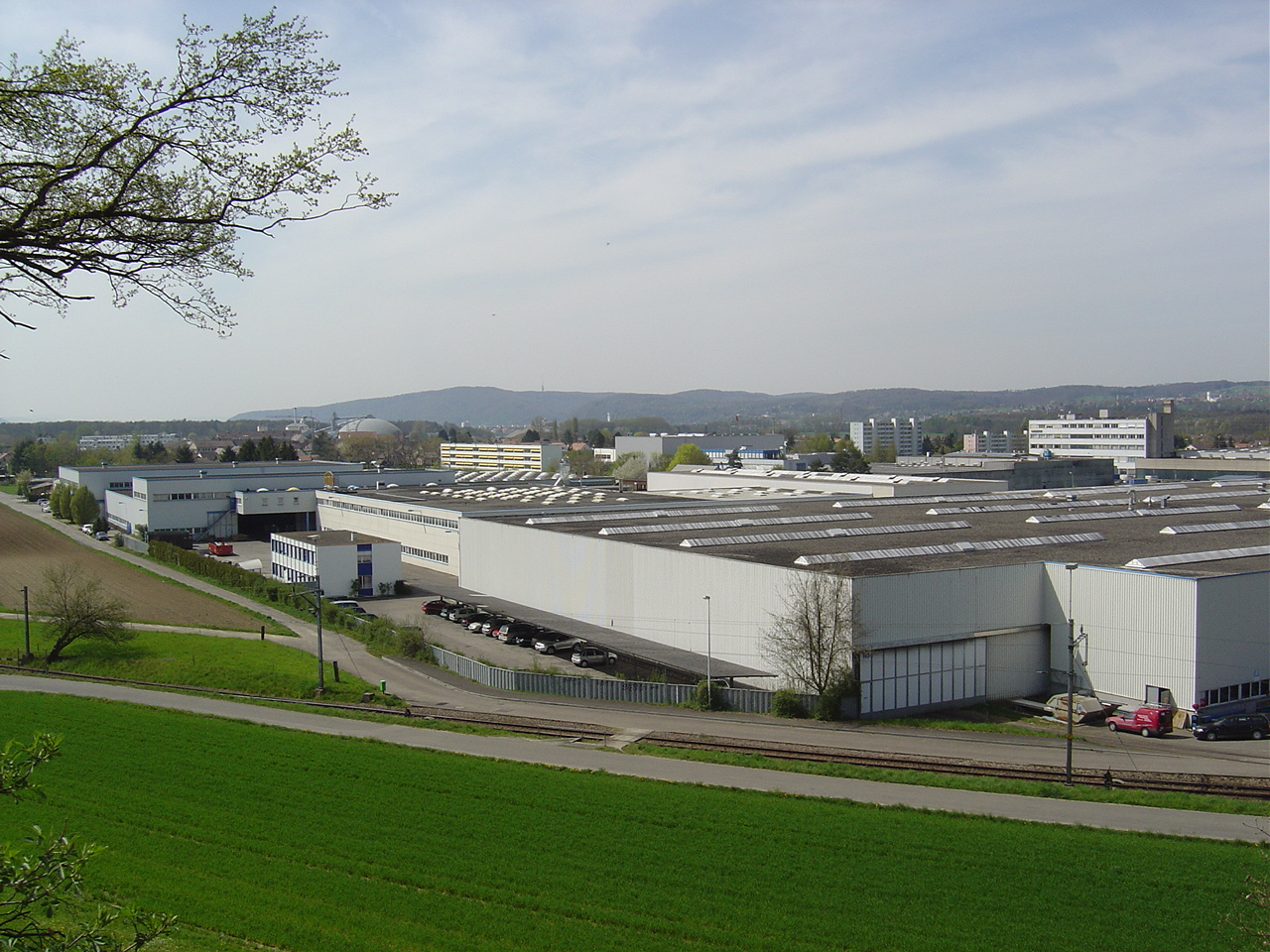
Industriegebiet

In Möhlin gibt es gemäss der im Jahr 2015 erhobenen Statistik der Unternehmensstruktur (STATENT) rund 4200 Arbeitsplätze, davon 3 % in der Landwirtschaft, 26 % in der Industrie und 71 % im Dienstleistungssektor. Die Industrie konzentriert sich auf den Ortsteil Riburg. Dort stehen unter anderem die Saline der Schweizer Rheinsalinen sowie das Kraftwerk Ryburg-Schwörstadt (beide auf Rheinfelder Gemeindegebiet), die Schuhfabrik Bata, das Frigosuisse-Tiefkühllager, ein Verteilzentrum von Manor und zahlreiche Unternehmen der Baubranche. Das Industriegebiet im Nordosten von Möhlin besitzt eigene Gleisanlagen und damit einen direkten Anschluss an die Bahnlinie Basel-Zürich (Bözbergbahn). Die Strassenanbindung ans Autobahnnetz erfolgt durch einen Industriezubringer. Zahlreiche Erwerbstätige sind Wegpendler und arbeiten hauptsächlich in der Stadt oder Agglomeration Basel.
Auf dem Gemeindehausplatz finden regelmässig verschiedene Märkte statt. Die bedeutendsten alljährlich stattfindenden Märkte sind der «Mai-Märt», der jeweils an einem Wochenende im Mai stattfindet sowie der dreitägige «Adventsmarkt» Anfang Dezember. Die Märkte ziehen jeweils zahlreiche Aussteller und Besucher aus der Region an. In Abständen von vier bis fünf Jahren findet in Möhlin die Gewerbeausstellung «Möga» statt. Organisiert wird die überregional bekannte Grossveranstaltung vom knapp 200 Mitglieder zählenden «Gewerbeverein Möhlin und Umgebung» (GMU).

## Verkehr

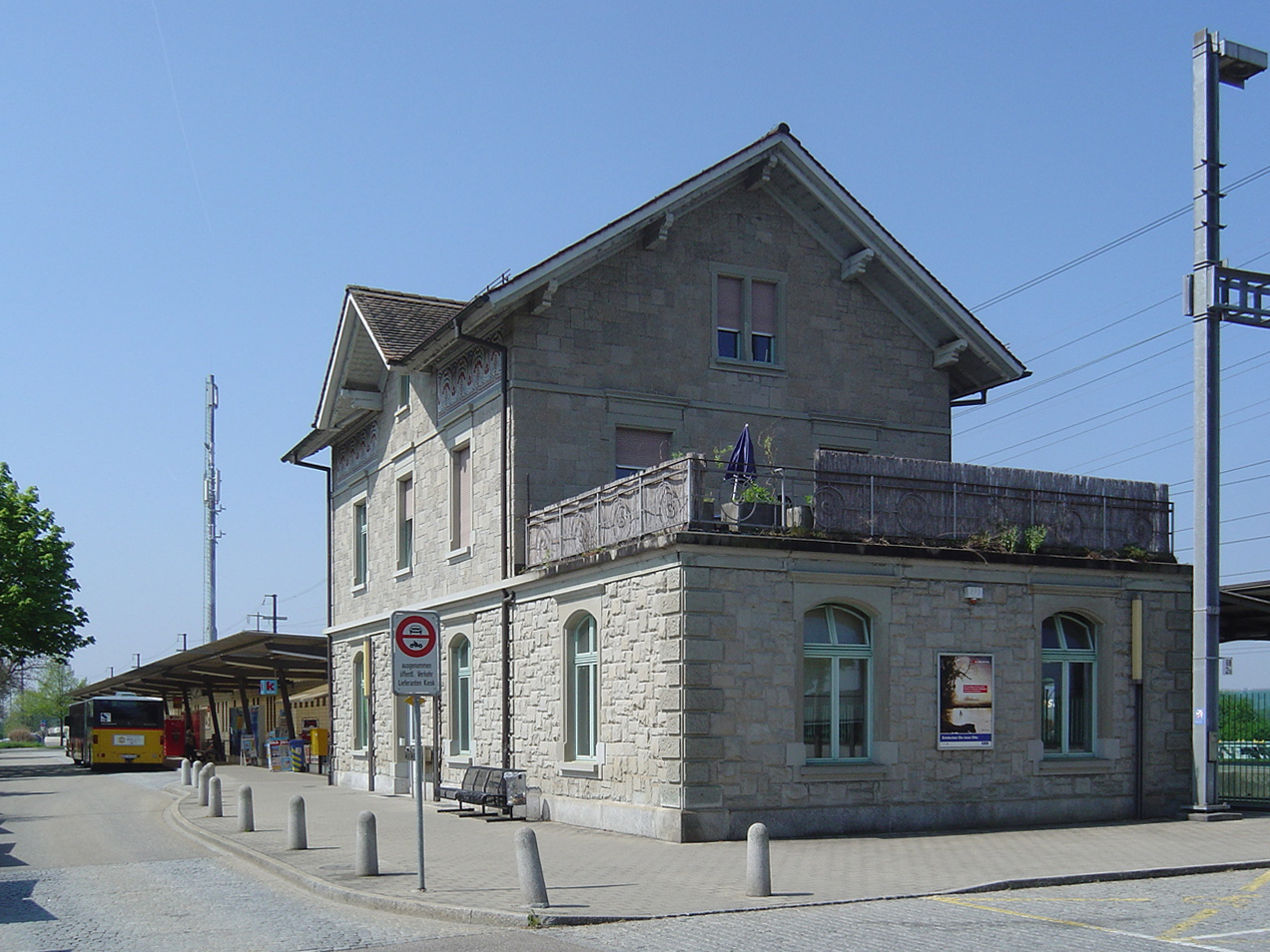
Bahnhof Möhlin (2007)

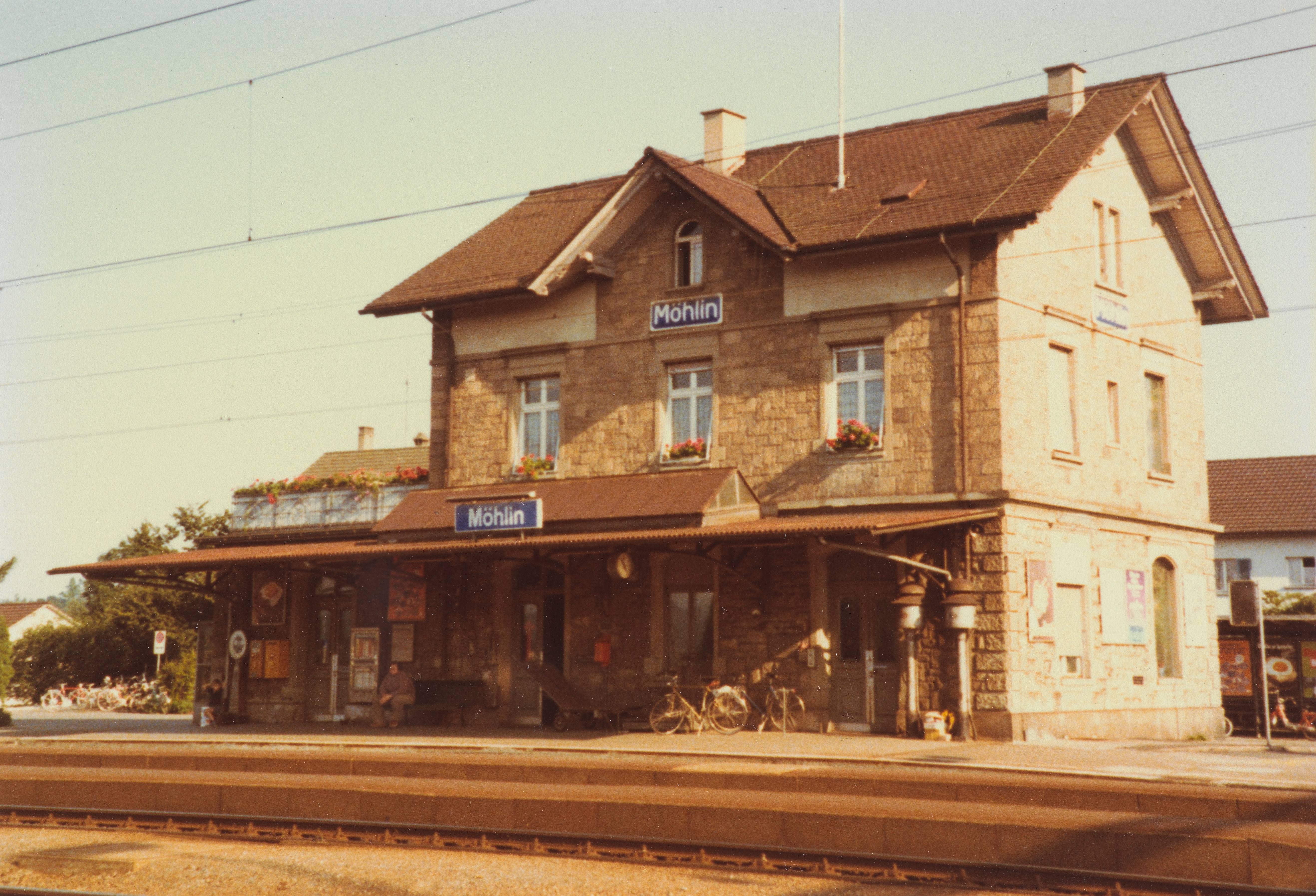
Bahnhof Möhlin (ca. 1980)

Möhlin ist verkehrsmässig sehr gut erschlossen. Die Hauptstrasse 3 (in Möhlin Landstrasse genannt), welche durch den Ortsteil Obermöhlin verläuft, gehört zu den wichtigsten überregionalen Strassen der Schweiz (Basel–Zürich–Chur). Von Basel bis Stein ist sie deckungsgleich mit der Hauptstrasse 7 (Basel–Winterthur–St. Gallen). Von dieser zweigt eine Ortsverbindungsstrasse in Richtung Süden durch das Möhlintal ab. Eine teilweise kurvenreiche Strasse, welche in Obermöhlin nach Norden abzweigt, führt ins Zentrum Möhlins und verbindet die einzelnen Ortsteile miteinander. Das Industriegebiet wird durch einen Zubringer erschlossen. Dieser zweigt beim Kreisel zwischen Rheinfelden und Möhlin von der Hauptstrasse 3 ab und führt als Neue Kantonsstrasse NK495 über Riburg ins Möhliner Industriegebiet. Die nächstgelegene Anschlussstelle der Autobahn A3 ist Rheinfelden-Ost, rund 3 km westlich von Möhlin.
Der Bahnhof befindet sich zwischen den Ortsteilen Untermöhlin und Riburg an der SBB-Bözbergstrecke. Hier verkehrt die Linie S1 der S-Bahn Basel von Basel nach Frick bzw. Laufenburg. Darüber hinaus halten in Möhlin vereinzelt auch Schnellzüge der Linien Basel SBB–Zürich HB und Zürich Flughafen–Basel SBB.
Das öffentliche Verkehrsnetz von Möhlin ist Teil des Tarifverbundes Nordwestschweiz (TNW), der die gesamte Grossregion Basel umfasst. Die Gemeinde wird durch die drei Buslinien 88 (Bahnhof Rheinfelden–Möhlin Bäumlimatt Ost), 89 (Möhlin–Zeiningen–Wegenstetten) und 90 (Möhlin–Mumpf–Wegenstetten) der PostAuto Nordschweiz erschlossen. Diese bedienen im Wohngebiet 14 Haltestellen und im Industriegebiet deren fünf. An Wochenenden verkehren eine Nacht-S-Bahn von Basel durch das Fricktal nach Brugg sowie von Möhlin aus ein Nachtbus durch das Möhlintal und das Fischingertal zurück nach Möhlin.

## Bildung

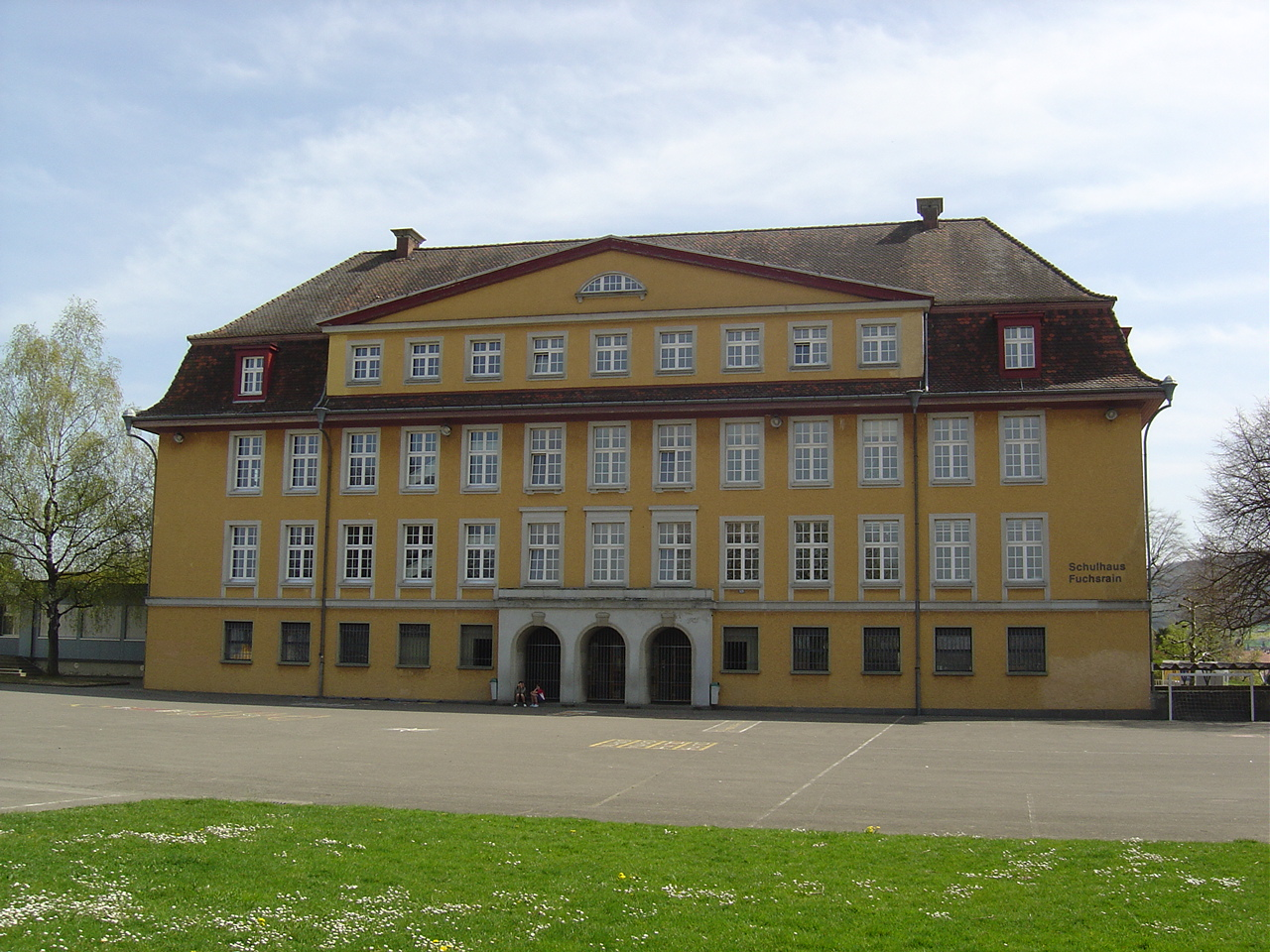
Primarschulhaus Fuchsrain

Möhlin bietet als Zentrumsgemeinde alle Schulstufen, die das obligatorische Volksschulwesen des Kantons Aargau kennt. Die Gemeinde verfügt über sechs Kindergärten, die in elf Abteilungen unterteilt sind. Die Primarschule wird in den vier Schulhäusern Obermatt (altes und neues Schulhaus), Fuchsrain oder Storebode unterrichtet, welche sich jeweils auf die drei Ortsteile verteilen. Die Oberstufenschule gliedert sich in die drei Züge Real-, Sekundar- und Bezirksschule (Niveau aufsteigend). Während Real- und Sekundarschule sich das Schulhaus Steinli im Ortsteil Riburg teilen, findet der Unterricht der Bezirksschule im Bezirksschulhaus Fuchsrain im Ortsteil Untermöhlin statt. In Möhlin gibt es ausserdem eine Musikschule sowie Sonderklassen wie die Einschulungsklasse, Kleinklasse und Berufswahlschule. Aufgrund einer interkantonalen Vereinbarung können Jugendliche aus Teilen des Fricktals das Gymnasium in Muttenz (Kanton Basel-Landschaft) absolvieren. Im August 2010 zählten die Möhliner Schulen insgesamt 1'439 Schülerinnen und Schüler, davon 256 Auswärtige. Die Schulleitung bzw. -verwaltung befindet sich im Bürgerhaus.

## Kultur

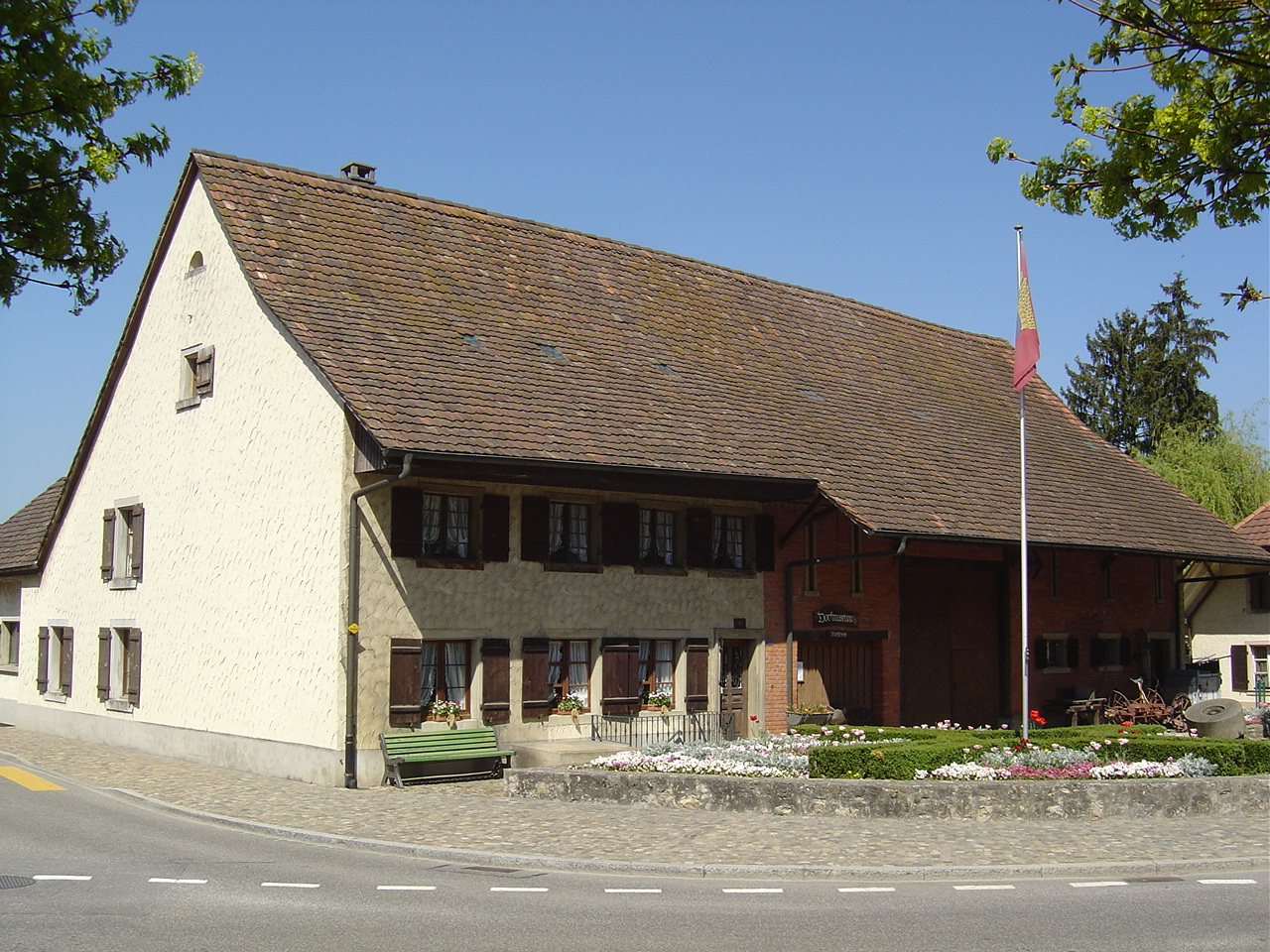
Dorfmuseum Melihus

Die Gemeinde Möhlin verfügt seit 1985 über ein Ortsmuseum. Das in einem alten Fricktaler Bauernhaus eingerichtete Dorfmuseum Melihus im Zentrum von Möhlin ermöglicht Einblicke in die Vergangenheit der Gemeinde. Gezeigt werden unter anderem Hauseinrichtung und Wohnkultur aus der Jahrhundertwende um 1900, verschiedene Sammlungen (Erzeugnisse der ehemaligen Steinzeugmanufaktur Möhlin-Riburg, ur- und frühgeschichtliche sowie sakrale Gegenstände), Zeitzeugen aus Land- und Forstwirtschaft sowie aus verschiedenen Bereichen des Handwerks, ein Modell des Ortsteils Riburg um 1900, Grenzsteine des abgegangenen Dorfes Rappertshäusern.
An zentraler Lage neben dem Gemeindehaus befindet sich das Bürgerhaus, wo nebst der Schulleitung auch die Gemeindebibliothek mit einem Bestand von knapp 17'000 Medien untergebracht ist. Seit mehr als 40 Jahren gibt es in Möhlin eine Kulturkommission. Diese sorgt im Auftrag der Gemeinde dafür, dass das Kulturleben in Möhlin aktiv gefördert wird. Die Kulturkommission organisiert mindestens einmal pro Monat eine kulturelle Veranstaltung.
Einen grossen Beitrag zum Kulturleben von Möhlin leistet das Lehrertheater. Die Theatergruppe wurde 1958 gegründet und hat mittlerweile überregionale Bedeutung erlangt. Im Jahr 1990 wurde das Lehrertheater mit dem Heimatschutzpreis des Kantons Aargau ausgezeichnet. Das Ensemble nutzte ab 1975 die Rössli-Schüüre als Ort zum Proben und Auftreten; seit August 2011 befindet sich das Lehrertheater in der unter Denkmalschutz stehenden Fabrikhalle Nr. 2 im Bata-Park. Die jährlich stattfindende Talentbühne Möhlin erfreut sich besonders unter den Jugendlichen der Region zunehmender Beliebtheit. Sie bietet Künstlern die Möglichkeit, ihr Talent im Bereich Musik und Tanz zu zeigen. Darüber hinaus findet ein kultureller Austausch unter den Jugendlichen und verschiedenen Jugendtreffs sowie Jugendarbeitsstellen statt.

### Fasnacht

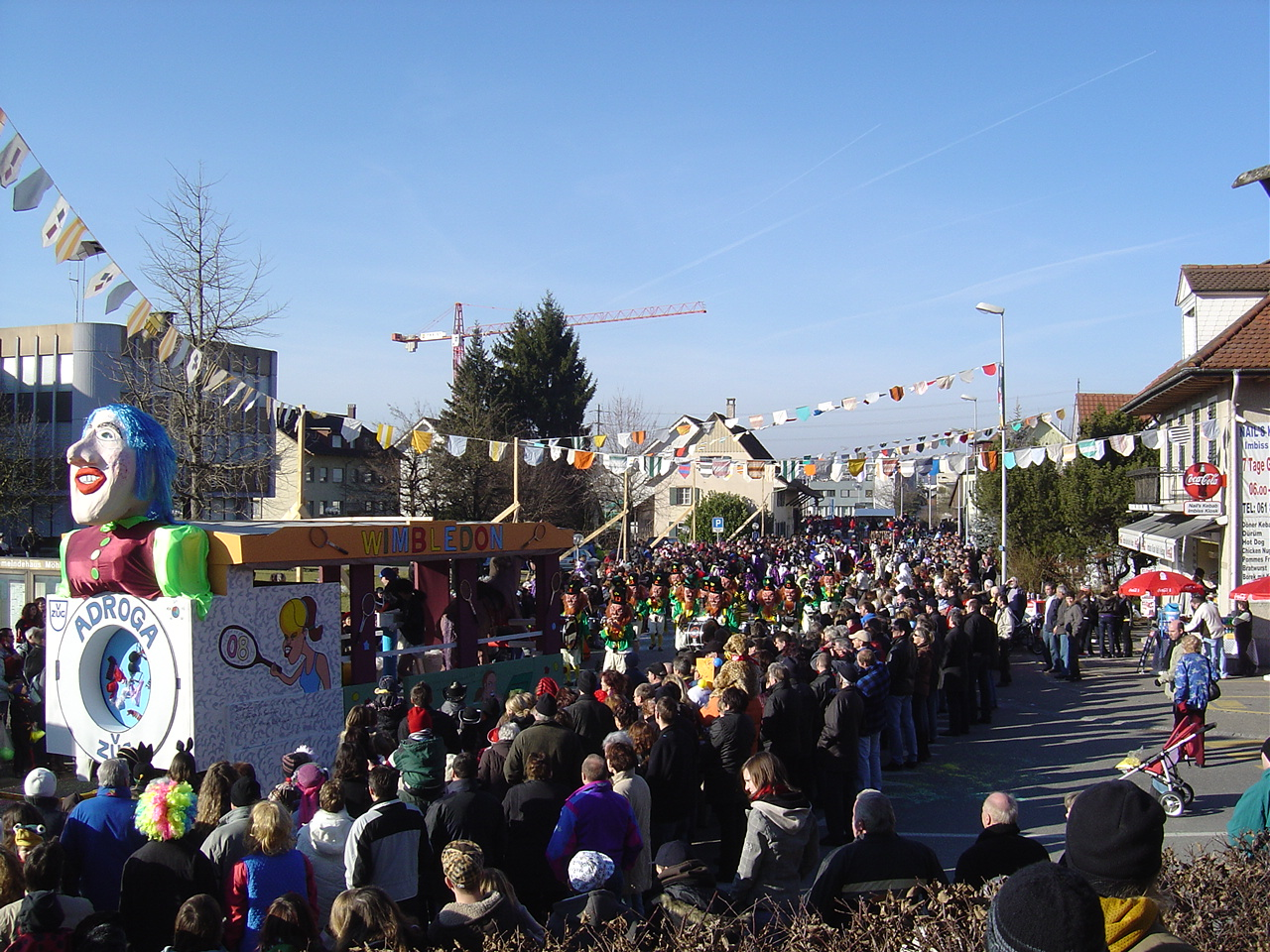
Fasnachtsumzug

Möhlin ist für seine lebendige Fasnachtstradition bekannt, die jeweils im Februar/März ihren Höhepunkt mit der Strassenfasnacht erreicht. Die älteste Fasnachtsgruppierung ist die Fasnachtzunft Ryburg, deren Anfänge auf das Jahr 1923 datieren. Die Zunft besteht aus dem Elferrat, den Ryburger Gugger, den Ryburger Tambouren, den Wagenbauern und vielen weiteren Zünftlern. Die Tambouren der Fasnachtzunft Ryburg gehören in der Schweiz zu den besten Tambourensektionen. Zu den grössten Erfolgen zählen dabei die drei Schweizermeistertitel in der Höchstklasse S1 aus den Jahren 2006 (Basel), 2010 (Interlaken) und 2018 (Bulle).
1964 erfolgte die Gründung der Meler Galgevögel. Im Jahr 1984 entstand mit den Coconuts zudem eine Rhythmusband, die sich als Alternative zur traditionellen Möhliner Fasnacht versteht. Später entstanden zudem weitere unabhängige Gruppen.
Seit 1946 werden regelmässig Umzüge durchgeführt. Die 1,3 km lange Route beginnt jeweils beim Narrenbrunnen nahe der Fridolinskapelle («Chäppeli») und endet bei der Alten Kanzlei. Während der beiden Umzüge am Fasnachtssonntag und -dienstag zeigen dutzende Wagencliquen ihre meist aufwändig dekorierten Fasnachtswagen, auf denen sie ihre Sujets umgesetzt haben. Von den Wagen aus werden die Zuschauer nicht nur mit Süssigkeiten und Obst beschenkt, sondern auch mit Konfetti berieselt. Teil des Umzugs bilden ausserdem zahlreiche Guggen, Tambouren und diverse Fuss- und Kleingruppen. Der Umzug am Fasnachtssonntag – das Highlight der Möhliner Fasnacht – zählt alljährlich über 2'000 aktive Fasnächtler sowie zwischen 10'000 und 15'000 Besucher. Damit ist er der grösste Umzug der Region. Zu den weiteren erwähnenswerten Anlässen gehören auch der Morgestraich, der Schnitzelbankobe, der Preismaskenball, der Kinderumzug, der Kinderball und das Guggerkonzert. Die Fasnachtsveranstaltungen werden zu einem grossen Teil durch den Verkauf von Plaketten in Gold-, Silber- und Bronzeausführung finanziert. Die Möhliner Fasnacht endet mit der traditionellen Trauerzeremonie (Fasnachtsverbrennung des Bööggs Bürkligeist) am Aschermittwoch.

### Kulturgüter von nationaler und regionaler Bedeutung
- Der Bata-Park im Nordosten von Möhlin wurde ab den 1930er Jahren erbaut und ist heute ein Industriedenkmal von nationaler Bedeutung. Das Ensemble – bestehend aus 8 Fabrikgebäuden, 25 Wohnhäusern sowie dem Klubhaus und den Parkanlagen – steht heute unter Substanzschutz. Die beiden im Jahr 1932 erbauten Fabrikhallen Nr. 1 + 2 stehen unter eidgenössischem Denkmalschutz.[24]
- Die drei am Rhein gelegenen spätrömischen Befestigungsanlagen Fahrgraben, Bürkli und Untere Wehren sind archäologische Stätten von nationaler Bedeutung.[24]
- Die christkatholische Kirche St. Leodegar, die Untere Mühle sowie das Wohlfahrtsgebäude im Bata-Park sind Kulturgüter von regionaler Bedeutung und stehen unter kantonalem Denkmalschutz.[25]
- Zu den archäologischen Stätten von regionaler Bedeutung zählen das spätbronzezeitliche Brandgräberfeld Chleematt-Kreuzgasse, das frühmittelalterliche Gräberfeld Langacher, die mittelalterliche Wüstung Rappertshäusern sowie die frühmittelalterliche Gräbergruppe Thalmatthau.[25]
- Möhlin besitzt ein Ortsbild von regionaler Bedeutung. Charakteristisch für Möhlin ist auch die hohe Brunnendichte – 24 öffentliche Trinkwasserbrunnen liegen innerhalb des Siedlungsgebietes.

## Sport und Freizeit

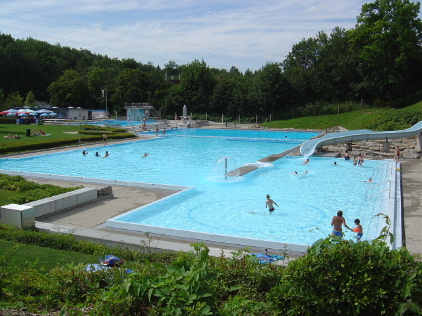
Schwimmbad Bachtalen

Der TV Möhlin wurde 1893 gegründet und spielt momentan in der zweithöchsten Landesliga, der Nationalliga B der Swiss Handball League; zwischenzeitlich spielte er auch in der obersten Handball-Liga (NL A) der Schweiz. Zu den bekanntesten Clubs und Vereinen der zweiten Liga gehören Volley Möhlin, der Tischtennisclub Möhlin und der Veloclub Rheinstern Möhlin (Radball). Die Mannschaften des FC Möhlin-Riburg/ACLI spielen momentan Fussball in der 2. Liga (Herren) und in der 2. Liga (Frauen). Mit dem Sportzentrum Steinli verfügt Möhlin über eine der grössten Sportanlagen der Region. Zu den wichtigsten regelmässig stattfindenden Sportanlässen zählt der Möhliner Dorflauf.
Im Norden von Möhlin befindet sich ein gemeindeeigenes Schwimmbad (Freibad), welches jährlich rund 65'000 Besucher zählt. Direkt neben dem Schwimmbad liegt auch ein Campingplatz. Möhlin besitzt am Ufer des Rheins einen Bootshafen, der sich im Staubereich des Kraftwerks Ryburg-Schwörstadt befindet. An diesem Ort steht auch das Vereinshaus des Wasserfahrvereins Ryburg-Möhlin, dessen Wasserfahrer sich bereits zum siebten Mal den Titel des Vereins-Schweizermeisters im Einzelfahren geholt haben.
Auf der Allmend im Zentrum von Möhlin finden immer wieder diverse Veranstaltungen statt, so z. B. das Sommernachtsfest. Häufig gastieren auf der grossen Wiese hinter dem Gemeindehaus auch verschiedene Zirkusse. Eine unter jungen Erwachsenen beliebte Indoor-Party ist das BARanoia. Zu den regelmässig stattfindenden Veranstaltungen in Möhlin gehören auch das Fischessen, die Waldbereisung, die Kleintierschau und die Springkonkurrenz.
Seit dem Jahre 1970 gibt es in Möhlin eine Storchenstation. Rund 12 Weissstorchpaare ziehen hier jedes Jahr ihre Jungen gross. Seit 1989 übernimmt die Storchenstation auch die Funktion einer kantonalen Vogelpflegestation, in welcher verletzte oder in Not geratene Tiere von den freiwilligen Mitarbeitern gesund gepflegt werden. Im Hirschenpark Röti lassen sich rund 30 bis 40 Damhirsche bewundern.
Ein beliebtes Ausflugsziel stellt der Sonnenbergturm auf dem Gipfel des Möhliner Hausbergs – dem Sonnenberg (636 m ü. M.) – dar. Der 22 Meter hohe Turm wurde im Jahre 1913 errichtet und befindet sich auf der Grenze zwischen den Kantonen Aargau und Basel-Landschaft. Bei günstigem Wetter reicht der Rundblick über die ganze Nordwestschweiz bis in die Alpen, die Vogesen und den Schwarzwald.

## Persönlichkeiten
(Folgende Persönlichkeiten haben eine Verbindung mit Möhlin oder sind in Möhlin geboren. Die Auflistung erfolgt chronologisch nach Geburtsjahr.)
- Johann Urban Kym (1805–1889), Gründer der Saline Riburg
- Emil Frey (1861–1916), National- und Regierungsrat
- Oskar Tröndle (1883–1945), Grafiker und Maler
- Fridolin 'Paul' Schib (1901–1990), Politiker
- Enrico Franchini (1921–2006), Korpskommandant das Gebirgsarmeekorps 3.[26]
- Josef Delz (1922–2005), Altphilologe
- Max Horlacher (1931–2024), gründete 1962 in Möhlin die Max Horlacher AG
- Paul Agustoni (1934–2012), Bildhauer
- Hans Gerny (1937–2021), Bischof der Christkatholischen Kirche
- Fritz-René Müller (* 1939), Bischof der Christkatholischen Kirche
- 'Eliane' Jeannette Maggi (* 1959), Kunstradfahr-Weltmeisterin
- Adrian Sieber (* 1972), Sänger
- Nicole Bernegger (* 1977), Sängerin
- Andreas Fischer (* 1977), Grossrat (Grüne)
- Ivan Rakitić (* 1988), Fussballspieler
- Matthias Kyburz (* 1990), Orientierungsläufer
- Leo Dillier (* 2001), Beachvolleyballspieler

## Partnerstädte
Seit 2017 besteht eine Gemeindepartnerschaft mit der Stadt Zlín in Tschechien. Zlin und Möhlin sind durch die gemeinsame Vergangenheit des Bata-Konzerns verbunden.